# Vysoká (Vysočina)
Vysoká è un comune della Repubblica Ceca facente parte del distretto di Havlíčkův Brod, nella regione di Vysočina.